# فهرست کشورهای دارنده جنگ‌افزار هسته‌ای

کشورهای عضو پیمان منع گسترش جنگ‌افزارهای هسته‌ای (چین، فرانسه، روسیه، بریتانیا، آمریکا)
دیگر کشورها با جنگ‌افزار هسته‌ای (پاکستان، کرهٔ شمالی و هند)
دیگر کشورها که گمان می‌رود جنگ‌افزار هسته‌ای دارند اما تا به حال اعلام نکرده‌اند (اسرائیل)
کشورهایی که از طریق ناتو به سلاح هسته‌ای دسترسی دارند (بلژیک، آلمان، ایتالیا، هلند، ترکیه)
کشورهایی که در گذشته جنگ‌افزار هسته‌ای داشتند (بلاروس، قزاقستان، اوکراین، آفریقای جنوبی)

در حال حاضر، ۸ کشور مستقل، آزمایش موفقیت‌آمیز جنگ‌افزارهای هسته‌ای خود را به صورت عمومی اعلام کرده‌اند. از این میان، ۵ کشور (چین، فرانسه، روسیه، بریتانیا، آمریکا) عضو پیمان منع گسترش سلاح‌های هسته‌ای و مجموعاً تشکیل‌دهندهٔ اعضای دائم شورای امنیت سازمان ملل هستند. ۴ کشور پاکستان، کرهٔ شمالی، هند و اسرائیل عضو پیمان منع گسترش سلاح‌های هسته‌ای نیستند و تصور می‌شود که جنگ‌افزار هسته‌ای دارند. در واقع، اسرائیل جزو معدود کشورهایی است که جنگ‌افزار هسته‌ای دارد اما این موضوع را بر پایهٔ سیاست ابهام‌آفرینی تعمدی اعلام نمی‌کند. شواهد و مدارک دقیقی در ارتباط با آزمایش جنگ‌افزار هسته‌ای توسط اسرائیل موجود نیست اما بر پایهٔ برخی گزارش‌ها مانند گزارش انستیتو بین‌المللی پژوهش‌های صلح استکهلم پیش‌بینی می‌شود که اسرائیل حدود ۷۵ تا ۴۰۰ کلاهک هسته‌ای داشته باشد. تا سال ۲۰۱۹ گمان می‌رود که ۱۳٬۸۶۵ کلاهک هسته‌ای در جهان وجود داشته باشد و در حال حاضر ۳٬۷۵۰ مورد از این تسلیحات در اختیار نیروهای نظامی فعال و در وضعیت عملیاتی هستند. تا سال ۲۰۱۹ بیش از ۹۰ درصد از مجموع تسلیحات هسته‌ای فعلی، متعلق به آمریکا و روسیه بودند. چندین کشور مانند بلاروس، قزاقستان، اوکراین و آفریقای جنوبی پیشتر جنگ‌افزار هسته‌ای داشته‌اند، اما آن را از بین برده‌اند.
همچنین، کشورهای بلژیک، آلمان، ایتالیا، هلند و ترکیه به‌عنوان اعضای ناتو مجموعاً ۱۵۰ سلاح هسته‌ای آمریکایی را در اختیار دارند.
دفتر اداره‌کننده اطلاعات ملی آمریکا روز پنجشنبه ۱۵ آذر ۱۴۰۳ با انتشار گزارشی اعلام کرد: «تهران هنوز سلاح هسته‌ای تولید نکرده، اما اقداماتی انجام داده است که می‌تواند به‌سرعت به مرحله ساخت این سلاح برسد.» گزارش این نهاد اطلاعاتی آمریکا همچنین تصریح کرده است که ذخایر اورانیوم ایران در حال حاضر به حدی رسیده که اگر به درجهٔ تسلیحاتی غنی شود، برای تولید بیش از ۱۲ سلاح هسته‌ای کافی خواهد بود.

## آمار و ارقام
جدول وضعیت و تعداد جنگ‌افزارهای هسته‌ای کشورها:
| کشور                                           | تسلیحات                | تسلیحات                | تاریخ نخستین آزمایش             | محل اولین آزمایش                      | پیمان منع جامع آزمایش هسته‌ای | روش شلیک                | تعداد آزمایش‌ها         | منبع                   |
| کشور                                           | عملیاتی                | مجموع                  |                                 | محل اولین آزمایش                      | پیمان منع جامع آزمایش هسته‌ای | روش شلیک                | تعداد آزمایش‌ها         | منبع                   |
| ۵ کشور عضو شورای امنیت                         | ۵ کشور عضو شورای امنیت | ۵ کشور عضو شورای امنیت | ۵ کشور عضو شورای امنیت          | ۵ کشور عضو شورای امنیت                | ۵ کشور عضو شورای امنیت       | ۵ کشور عضو شورای امنیت  | ۵ کشور عضو شورای امنیت | ۵ کشور عضو شورای امنیت |
| ---------------------------------------------- | ---------------------- | ---------------------- | ------------------------------- | ------------------------------------- | ---------------------------- | ----------------------- | ---------------------- | ---------------------- |
| ایالات متحده آمریکا                            | ۱۷۵۰                   | ۵٬۸۰۰–۷٬۱۸۵            | ۱۶ ژوئیهٔ ۱۹۴۵ (آزمایش ترینیتی)  | الماگوردو، نیومکزیکو                  | Signatory                    | Nuclear triad           | ۱٬۰۳۰                  | [ ۱۲ ] [ ۱۳ ] [ ۱۴ ]   |
| روسیه                                          | ۱۵۷۲                   | ۱٬۳۷۲–۱٬۴۹۰            | ۲۹ اوت ۱۹۴۹ (آردی‌اس-۱)          | سمی، جمهوری شوروی سوسیالیستی قزاقستان | Ratifier                     | Nuclear triad           | ۷۱۵                    | [ ۱۲ ] [ ۱۳ ] [ ۱۴ ]   |
| بریتانیا                                       | ۱۲۰                    | ۲۰۰–۲۱۵                | ۳ اکتبر ۱۹۵۲ (Hurricane)        | جزایر مونتبلو، استرالیا               | Ratifier                     | دریاپایه                | ۴۵                     | [ ۱۲ ] [ ۱۳ ] [ ۱۴ ]   |
| فرانسه                                         | ۲۸۰                    | ۲۹۰                    | ۱۳ فوریهٔ ۱۹۶۰ (Gerboise Bleue)  | صحرای بزرگ آفریقا، الجزایر فرانسه     | Ratifier                     | هواپایه و دریاپایه      | ۲۱۰                    | [ ۱۲ ] [ ۱۳ ] [ ۱۴ ]   |
| چین                                            | ۶۰۰                    | نامعلوم                | ۱۶ اکتبر ۱۹۶۴ (596)             | لوپ نور، سین‌کیانگ                     | Signatory                    | Nuclear triad           | ۴۵                     | [ ۱۲ ] [ ۱۳ ] [ ۱۴ ]   |
| کشورهای غیر عضو پیمان عدم اشاعه سلاح‌های هسته‌ای |                        |                        |                                 |                                       |                              |                         |                        |                        |
| هند                                            | نامعلوم                | ۱۶۰                    | ۱۸ مه ۱۹۷۴ (عملیات بودای خندان) | راجستان                               | Non-signatory                | Nuclear triad           | ۶                      | [ ۱۲ ] [ ۱۳ ] [ ۱۴ ]   |
| پاکستان                                        | ۰                      | ۱۶۰                    | ۲۸ مه ۱۹۹۸ (Chagai-1)           | ایالت بلوچستان                        | Non-signatory                | زمین‌پایه و هواپایه      | ۶                      | [ ۱۳ ] [ ۱۴ ]          |
| کره شمالی                                      | ۰                      | ۴۵                     | ۹ اکتبر ۲۰۰۶                    | شهرستان کیلجو، استان هامگیونگ شمالی   | Non-signatory                | زمین‌پایه و دریاپایه     | ۶                      | [ ۱۲ ] [ ۱۳ ] [ ۱۴ ]   |
| عدم اعلام وضعیت تسلیحات هسته‌ای                 |                        |                        |                                 |                                       |                              |                         |                        |                        |
| اسرائیل                                        | ۰                      | ۹۰                     | ۱۹۶۰–۱۹۷۹                       | نامعلوم                               | Signatory                    | Suspected nuclear triad | نامعلوم                | [ ۱۳ ]                 |

## اشتراک‌گذاری جنگ‌افزارهای هسته‌ای
| کشور    | پایگاه هوایی | تعداد |
| ------- | ------------ | ----- |
| ترکیه   | اینجرلیک     | ۵۰    |
| ایتالیا | اویانو       | ۴۰    |
| ایتالیا | Ghedi Torre  | ۴۰    |
| آلمان   | بوشل         | ۲۰    |
| هلند    | فولکل        | ۲۰    |
| بلژیک   | کلاین بروگل  | ۲۰    |
| مجموع   | مجموع        | ۱۵۰   |

## اختیار فرمان استفاده از جنگ‌افزارهای هسته‌ای
تصمیم‌گیری در مورد شلیک و استفاده از جنگ‌افزارهای هسته‌ای در کشورهای مختلف در اختیار اشخاص یا گروهی کوچک و محدود از مقامات سیاسی کشورها به شرح زیر منحصر شده است:
ایالات متحده آمریکا: رئیس‌جمهور ایالات متحده آمریکا
روسیه: رئیس‌جمهور روسیه و طبق گزارش‌های تأیید نشده، موافقت و تأیید وزیر دفاع و رئیس ستاد کل نیروهای مسلح نیز برای کنترل چگت (چمدان هسته‌ای روسیه) و شلیک تسلیحات هسته‌ای مورد نیاز و ضروری است.
بریتانیا: نخست‌وزیر بریتانیا
فرانسه: رئیس‌جمهور فرانسه
چین: کمیسیون مرکزی نظامی چین
هند: نخست‌وزیر هند
پاکستان: شورای فرماندهی ملی پاکستان
کره شمالی: رهبر کره شمالی
اسرائیل: نخست‌وزیر اسرائیل